# Cal (Unix)
cal (англ. calendar) — це стандартна утиліта в Unix і Unix-подібних операційних системах яка друкує ASCII-календар на даний місяць або рік, якщо користувач не введе будь-яку команду опцію, cal надрукує календар поточного місяця.

## Використання
```
 
cal
 
[
-smjy13
]
 
[[
місяць
]
 
рік
]

```

- -1 Вивести календарний місяць. (Виконується без задання.)
- -3 Вивести попередній/поточний/наступний місяць.
- -s Відобразити неділю, як перший день тижня. (Виконується беззадання.)
- -m Відобразити понеділок, як перший день тижня.
- -j Відобразити дні за Юліанським календарем (у послідовності від 1 до 365, починаючи з 1 січня).
- -y Вивести календар поточного року.

## Приклади
```
$ cal
        Березень 2012
 Нд  Пн  Вт  Ср  Чт  Пт  Сб
              1   2   3   4
  5   6   7   8   9  10  11
 12  13  14  15  16  17  18
 19  20  21  22  23  24  25
 26  27  28  29  30  31

```

```
 $ cal 1992
                               1992                              
 
        Січень                 Лютий                Березень        
  S  M Tu  W Th  F  S   S  M Tu  W Th  F  S   S  M Tu  W Th  F  S
           1  2  3  4                     1   1  2  3  4  5  6  7
  5  6  7  8  9 10 11   2  3  4  5  6  7  8   8  9 10 11 12 13 14
 12 13 14 15 16 17 18   9 10 11 12 13 14 15  15 16 17 18 19 20 21
 19 20 21 22 23 24 25  16 17 18 19 20 21 22  22 23 24 25 26 27 28
 26 27 28 29 30 31     23 24 25 26 27 28 29  29 30 31
 
        Квітень               Травень               Червень        
  S  M Tu  W Th  F  S   S  M Tu  W Th  F  S   S  M Tu  W Th  F  S
           1  2  3  4                  1  2      1  2  3  4  5  6
  5  6  7  8  9 10 11   3  4  5  6  7  8  9   7  8  9 10 11 12 13
 12 13 14 15 16 17 18  10 11 12 13 14 15 16  14 15 16 17 18 19 20
 19 20 21 22 23 24 25  17 18 19 20 21 22 23  21 22 23 24 25 26 27
 26 27 28 29 30        24 25 26 27 28 29 30  28 29 30
                       31
        Липень                Серпень               Вересень      
  S  M Tu  W Th  F  S   S  M Tu  W Th  F  S   S  M Tu  W Th  F  S
           1  2  3  4                     1         1  2  3  4  5
  5  6  7  8  9 10 11   2  3  4  5  6  7  8   6  7  8  9 10 11 12
 12 13 14 15 16 17 18   9 10 11 12 13 14 15  13 14 15 16 17 18 19
 19 20 21 22 23 24 25  16 17 18 19 20 21 22  20 21 22 23 24 25 26
 26 27 28 29 30 31     23 24 25 26 27 28 29  27 28 29 30
                       30 31
        Жовтень              Листопад               Грудень      
  S  M Tu  W Th  F  S   S  M Tu  W Th  F  S   S  M Tu  W Th  F  S
              1  2  3   1  2  3  4  5  6  7         1  2  3  4  5
  4  5  6  7  8  9 10   8  9 10 11 12 13 14   6  7  8  9 10 11 12
 11 12 13 14 15 16 17  15 16 17 18 19 20 21  13 14 15 16 17 18 19
 18 19 20 21 22 23 24  22 23 24 25 26 27 28  20 21 22 23 24 25 26
 25 26 27 28 29 30 31  29 30                 27 28 29 30 31

```

```
 $ cal -3
      Травень 2009         Червень 2009           Липень 2009        
 Su Mo Tu We Th Fr Sa  Su Mo Tu We Th Fr Sa  Su Mo Tu We Th Fr Sa  
                 1  2      1  2  3  4  5  6            1  2  3  4
  3  4  5  6  7  8  9   7  8  9 10 11 12 13   5  6  7  8  9 10 11
 10 11 12 13 14 15 16  14 15 16 17 18 19 20  12 13 14 15 16 17 18
 17 18 19 20 21 22 23  21 22 23 24 25 26 27  19 20 21 22 23 24 25
 24 25 26 27 28 29 30  28 29 30              26 27 28 29 30 31   
 31

```

## Особливості
```
 $ cal 9 1752
    Вересень 1752
 S  M Tu  W Th  F  S
       1  2 14 15 16
17 18 19 20 21 22 23
24 25 26 27 28 29 30

```

Вважається, що Григоріанська реформа відбулася 3 вересня 1752 року. На цей час, більшість країн визнала реформу (хоч деякі не визнали її аж до початку 1900-х). Десять днів, які слідували за цією датою, були вилучені реформою, тож дати того місяця виглядають трохи незвично.